# Marie Vidláková
Marie „Maru“ Vidláková, provdána Marie Kuchovská (4. září 1904, Třebíč – 13. srpna 1994, Brno) byla česká atletka (vrhačské disciplíny), házenkářka a tenistka.

## Biografie
Narodila se v Třebíči, kde zároveň začínala s atletikou a v roce 1920 nastoupila do házenkářského klubu DSK Třebíč, v roce 1923 přestoupila do atletického klubu Achilles Třebíč, kde se věnovala atletice a házené. Roku 1924 odešla pracovat a sportovat do Brna, kde působila v klubu SK Moravská Slavia, v témže roce opakovaně nastoupila za československou reprezentaci v atletice. Roku 1925 nadále působila v klubu Moravská Slavia a překonala několik československých i světových rekordů. V roce 1926 přestoupila do klubu SK Židenice, kde se nadále věnovala atletice, další světový rekord ve vrhu čtyřkilovou koulí obouruč překonala v roce 1927 při utkání se Švédskem. Mezi lety 1930 a 1938 působila jako házenkářka v LTC Židenice. Roku 1942 se narodil syn Stanislav Kuchovský, věnoval se na vrcholové úrovni tenisu. Zemřela v roce 1994 v Brně.

## Úspěchy
- světový rekord v hodu diskem, 1925, 31,15 m[5]
- světový rekord v hodu oštěpem, 1925, 32,56 m[5]
- světový rekord v hodu oštěpem obouruč, 1924, 49,29 m[5]
- československé rekordy ve vrhu koulí, 10,24 m (1927), 9,52 m (1927) a 9,81 m (1927)[5]
- československý rekord v hodu diskem, 26,05 m (1924) a 31,15 m (1925)[5]
- československý rekord ve štafetě 4 x 100 metrů, 51,8 s (1926)[5]
- první česká atletka, která překonala ve vrhu koulí vzdálenost 10 m, 1927[5][2]
- v SK Moravská Slavia čtyřikrát mistrovský titul[2]
- zlatá medaile, II. ženské světové hry v Göteborgu, 1926, vrh koulí obouruč, 19,54 m[5]
- bronzová medaile, II. ženské světové hry, Götebor, 1926, štafeta 4 x 100 yardů[5]
- mistryně Československa v běhu na 80 m překážek, 1929[5]
- mistryně Československa v běhu na 100 yardů překážek[5]
- mistryně Československa ve vrhu koulí obouruč, 1926[5]
- mistryně Československa v hodu diskem, 1924, 1925[5]
- mistryně Československa v hodu míčkem s poutem a míčkem na házenou, 1924[5]
- mistryně Československa ve štafetovém běhu na 4 x 100 m, 1925[5]